# Cisnes
Río Cisnes, Río Frías – rzeka na południu Chile, w położonym w Patagonii regionie Aisén. Ma długość 160 km. Średni przepływ rzeki waha się od 190 do 700 m³/s. Stosunkowo wąska zlewnia ma powierzchnię 5196 km².
Rzeka rozpoczyna swój bieg poprzez połączenie kilku potoków źródłowych, które powstają w pobliżu granicy argentyńsko-chilijskiej. Początkowo płynie w kierunku północnym, by po około 15 km skręcić na zachód. W górnym biegu rzeki znajdują się rustykalne, małe miejscowości La Tapera i Estancia Cisnes, w których głównym zajęciem mieszkańców jest hodowla owiec. Kierując się w stronę Pacyfiku, rzeka zwęża się i przechodzi przez kanion La Garganta. Kilka kilometrów dalej, w środkowym biegu dolina rozszerza się tworząc równiny, gdzie zasilana jest wodami z jeziora Las Torres, położonego kilka kilometrów na południe. Następnie ponownie przepływa pomiędzy wysokimi skałami, z których najbardziej malownicza jest Piedra del Gato. Rzeka tworzy w tym miejscu liczne wodospady i bystrza. Uchodzi w okolicy miasta Puerto Cisnes do kanału Puyuguapi, który łączy się z Oceanem Spokojnym. Dolny bieg rzeki, 12 km przed ujściem jest żeglowny. Największe dopływy Cisnes to rzeki Moro, Grande i Picacho.

## Galeria

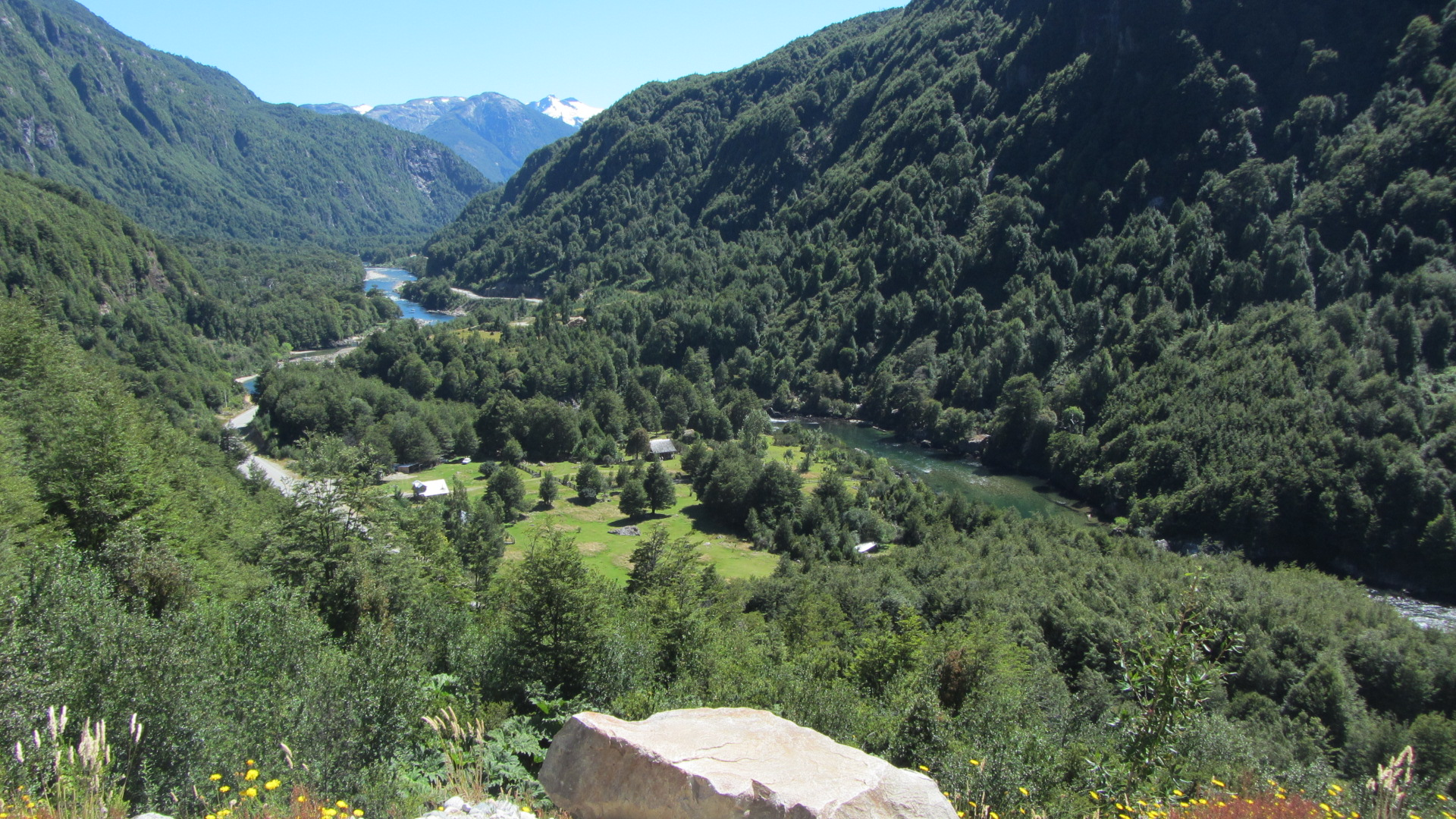
Dolina Río Cisnes
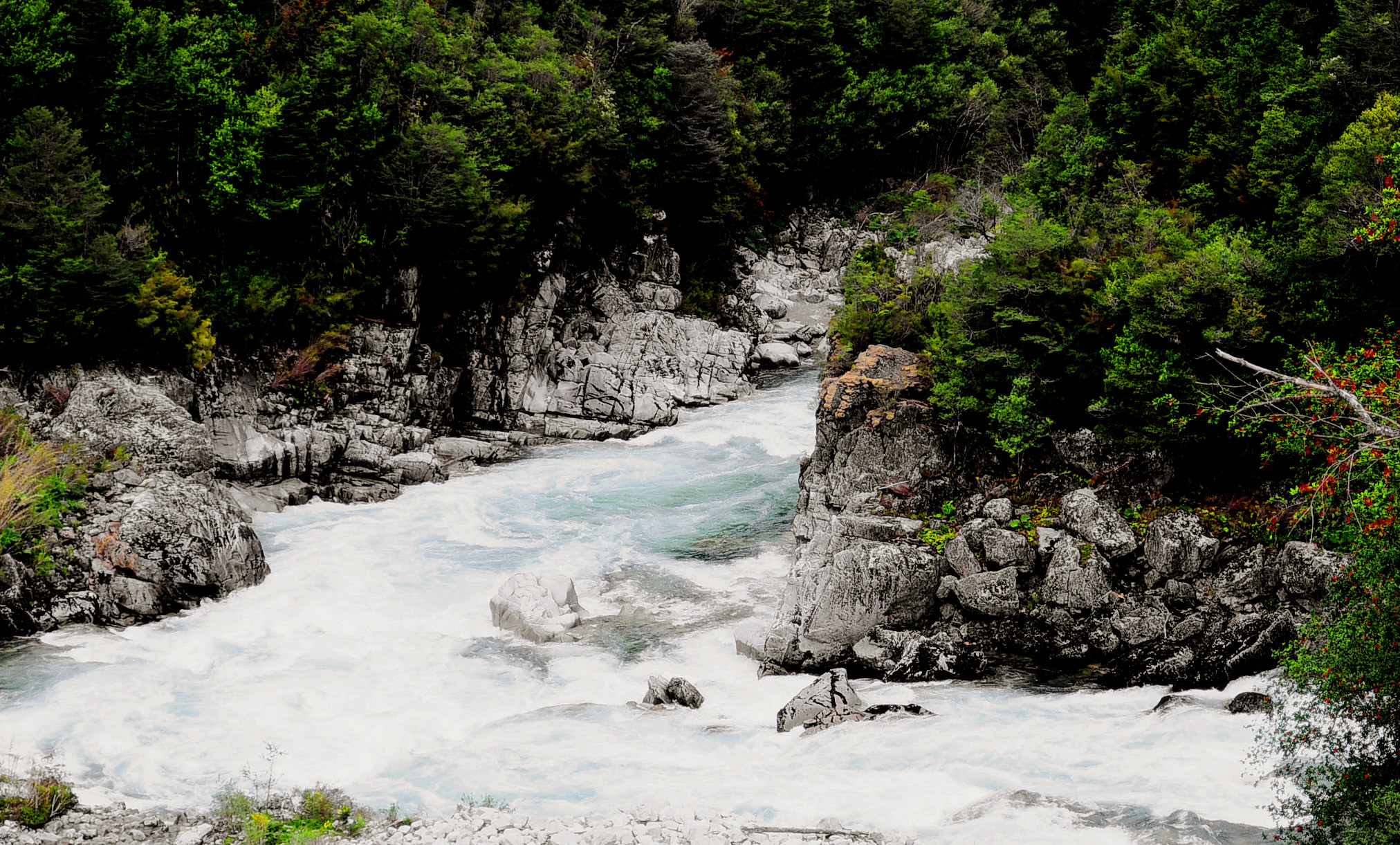
Bystrza na rzece
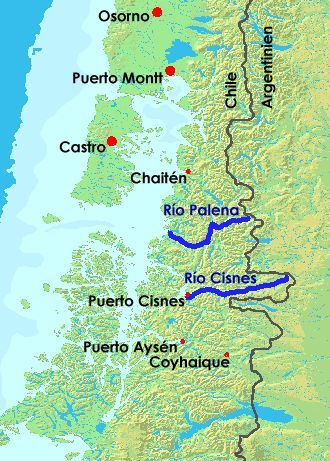
Przybliżona lokalizacja rzek Cisnes i Palena
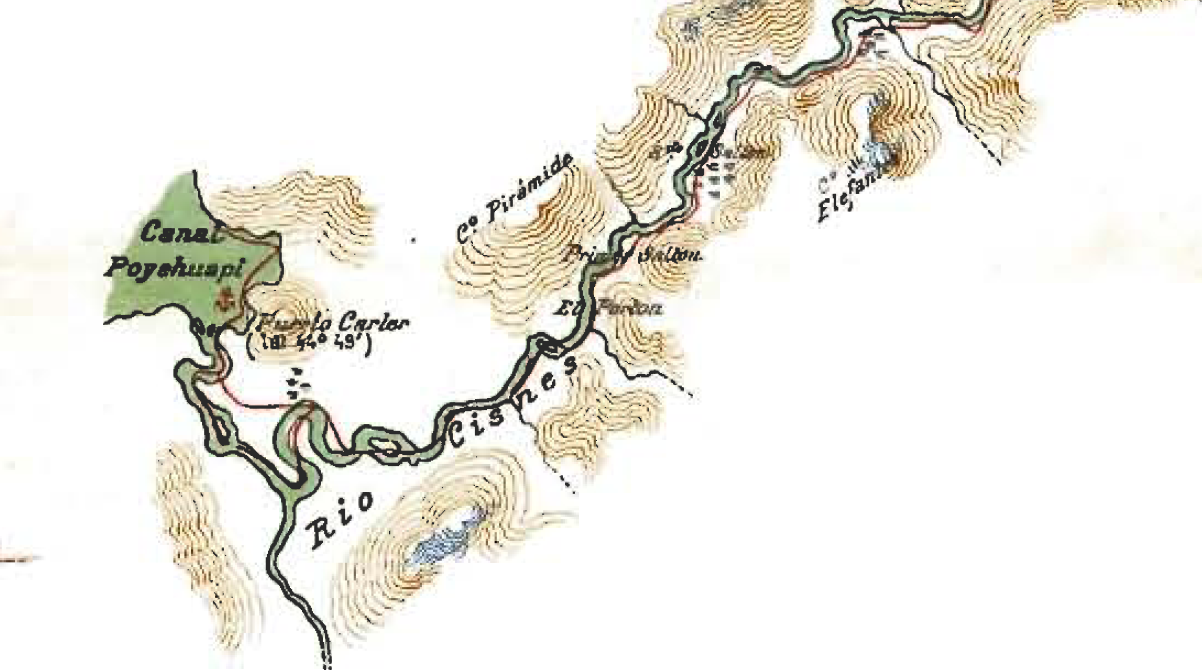
Fragment mapy topograficznej przedstawiający dolny bieg rzeki